# Fuerza de Protección de las Naciones Unidas
La Fuerza de Protección de las Naciones Unidas, conocida por su sigla en inglés UNPROFOR (United Nations Protection Force) o en francés FORPRONU (Force de Protection des Nations Unies), fue la primera fuerza de mantenimiento de la paz en Croacia y Bosnia Herzegovina durante las guerras de Yugoslavia. Existió entre el comienzo de la participación de la ONU en febrero de 1992, y su reestructuración en otras fuerzas en marzo de 1995.

## Personal
La misión estuvo compuesta por unas 39 000 personas, 320 de las cuales murieron en este servicio. Formaron parte de esta fuerza tropas de: Argentina, Bangladés, Bélgica, Brasil, Canadá, Colombia, República Checa, Dinamarca, Egipto, Eslovaquia, España, Estados Unidos, Finlandia, Francia, Ghana, India, Indonesia, Irlanda, Italia, Jordania, Kenia, Lituania, Malasia, Nepal, Holanda, Nueva Zelanda, Nigeria, Noruega, Pakistán, Polonia, Portugal, Rusia, Suecia, Suiza, Túnez, Turquía, Ucrania, Reino Unido y Venezuela. Los comandantes fueron:
Comandantes:
- Teniente general Satish Nambiar (India), de marzo de 1992 a marzo de 1993.
- Teniente general Lars-Eric Wahlgren (Suecia), de marzo de 1993 a junio de 1993.
- General Jean Cot (Francia), de junio de 1993 a marzo de 1994.[1]
- General Bertrand de Sauville de La Presle (Francia), de marzo de 1994 a marzo de 1995.
- General Bernard Janvier (Francia), de marzo de 1995 a enero de 1996.

Oficiales mayores:
- General Lewis MacKenzie (Canadá), sector de Sarajevo, 1992.
- General Philippe Morillon (Francia), de octubre de 1992 a julio de 1993.
- Teniente general Francis Briquemont (Bélgica), enero de 1994.
- Teniente general Sir Michael Rose (Reino Unido), de enero de 1994 a febrero de 1995.
- Teniente general Rupert Smith (Reino Unido), febrero de 1995.

## Mandato

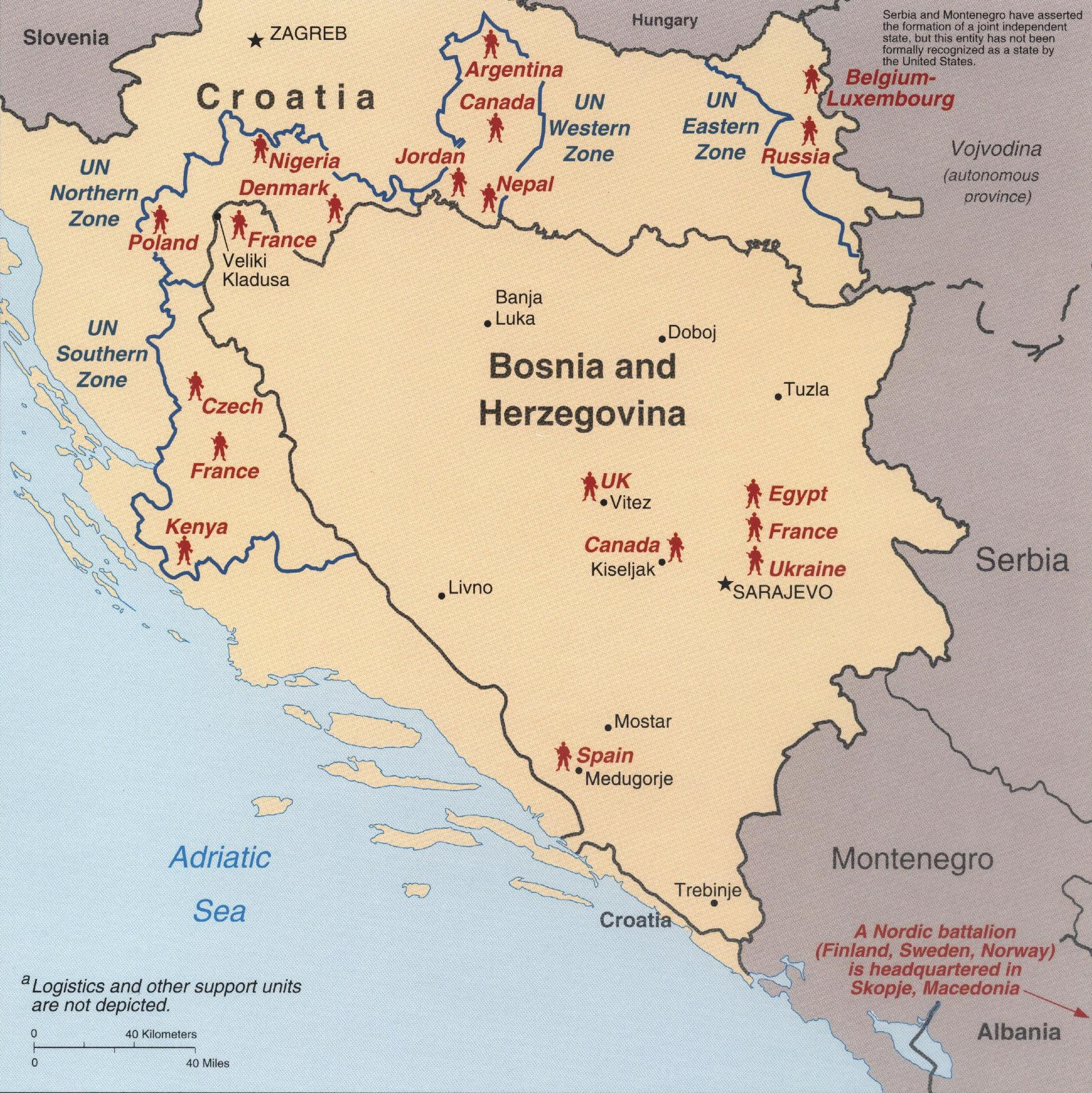
Batallones desplegados en UNPROFOR en 1993

El Consejo de Seguridad, por Resolución 743 (1992), del 21 de febrero de 1992, decidió establecer una operación de mantenimiento de la paz como “mecanismo provisional que permita crear las condiciones de paz y seguridad necesarias para la negociación de un arreglo global de la crisis de Yugoslavia". La operación se conocería como: «Fuerza de Protección de las Naciones Unidas» (UNPROFOR).
La misión se estableció por un período inicial de 12 meses. Este será prolongado en diversas oportunidades hasta el 31 de marzo de 1995. La Fuerza se desplegaría en tres zonas en Croacia a las que se designaría como “Zonas Protegidas por las Naciones Unidas” (UNPA). Estas serían zonas con respecto a las cuales el Secretario General considerara que debían hacerse arreglos especiales para lograr mantener una cesación del fuego duradera. Esos arreglos especiales serían provisionales y no prejuzgarían los resultados de las negociaciones políticas para llegar a un arreglo amplio de la crisis. Las zonas protegidas se dividirían en cuatro sectores (Oriental, Occidental, Septentrional y Meridional) en las regiones de Eslavonia Occidental, Eslavonia Oriental y Krajina. Además, se desplegarían observadores militares en algunas partes de Bosnia y Herzegovina adyacentes a Croacia.  
El cometido en Croacia sería, entre otras cosas, el siguiente:
1. Garantizar que las UNPA siguieran desmilitarizadas y que todos los residentes en ellas estuvieran protegidos del temor de un ataque armado.
2. Procurar que las fuerzas locales de policía cumplieran sus obligaciones sin discriminación contra personas de cualquier nacionalidad.
3. Prestar asistencia a los organismos de asistencia humanitaria de las Naciones Unidas para el retorno de todas las personas desplazas que quisieran volver a sus hogares en las zonas protegidas.

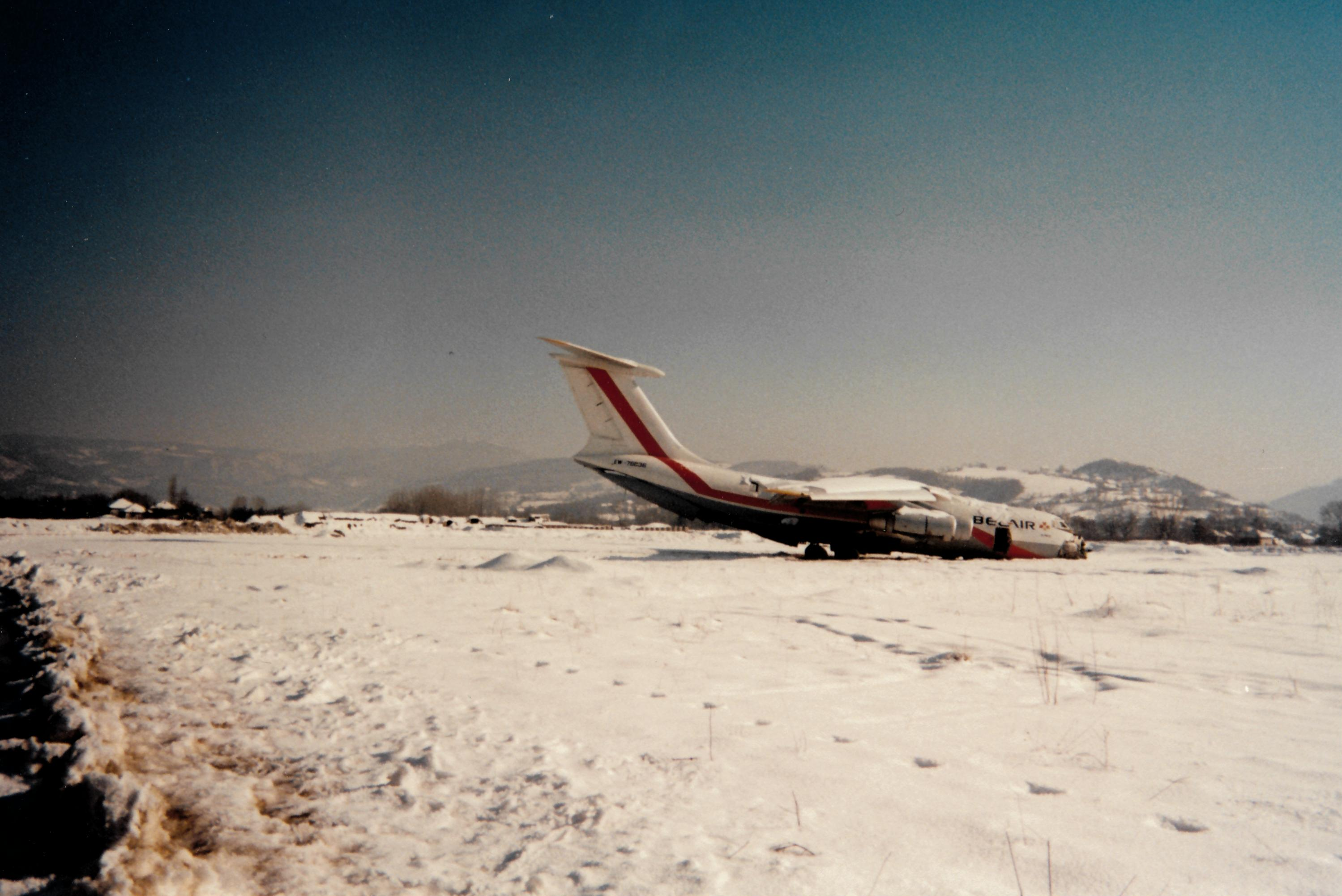
El único avión visible en el aeropuerto de Sarajevo, sin reparar desde el comienzo de la guerra. El aeropuerto estaba en la línea del frente entre serbios y bosnios.

Durante 1992, el mandato inicial se amplió considerablemente. Primero, conforme a la Resolución 762 del 30 de junio de 1992 del Consejo de Seguridad, la jurisdicción de las fuerzas de mantenimiento de la paz se amplió para abarcar áreas fuera de los límites acordados de la UNPA que, con algunas excepciones menores, estaban generalmente bajo el control de la JNA y los rebeldes serbios ("Zonas Rosas").
En agosto de 1992, el Consejo de Seguridad adoptó la Resolución 769, mediante la cual las fuerzas de mantenimiento de la paz asumieron el control del tráfico de pasajeros y mercancías en las fronteras entre las UNPAs y Bosnia-Herzegovina y Serbia. 
Otras extensiones del mandato incluían la protección del aeropuerto de Sarajevo desde junio de 1992 (Resolución 758) y, a partir de septiembre de 1992, la protección de la ayuda humanitaria en todo Bosnia Herzegovina, y la protección de los refugiados civiles cuando fuera requerido por la Cruz Roja Internacional (Resolución 770).
La resolución 779 del Consejo de Seguridad de octubre de 1992 instó a la UNPROFOR a asumir la supervisión de la retirada de la JNA y la desmilitarización de la península de Prevlaka. 
En diciembre de 1992, la UNPROFOR también se desplegó en la ex República Yugoslava de Macedonia para monitorear e informar sobre cualquier avance en sus zonas fronterizas que pudiera socavar la confianza y la estabilidad en esa República y amenazar su territorio.
UNPROFOR también estuvo a cargo del control de aviación militar en el espacio aéreo de Bosnia Herzegovina (por orden del Consejo de Seguridad de la ONU), en coordinación con fuerzas de la OTAN, en lo que fue su primera intervención. 
También supervisó Bihać, Sarajevo, Goražde, Zepa, Srebrenica y Tuzla, que fueron definidas como "áreas de seguridad" por el Consejo de Seguridad de la ONU. UNPROFOR fue autorizado a utilizar la fuerza para proteger estas zonas si fuera necesario, en coordinación con las fuerzas aéreas de la OTAN. Esto se amplió posteriormente a zonas del territorio croata.
La UNPROFOR controló el alto al fuego en Bosnia en febrero de 1994 y enero de 1995; el 31 de marzo de 1995 fue reestructurada en tres operaciones de paz coordinadas.
UNPROFOR también supervisó la aplicación de un acuerdo de cesación del fuego firmado por el Gobierno de Bosnia y las fuerzas croatas de Bosnia en febrero de 1994.
Además, UNPROFOR supervisó los acuerdos de cesación del fuego negociados entre el Gobierno de Bosnia y las fuerzas serbias de Bosnia, que entraron en vigor el 1 de enero de 1995.
El 31 de marzo de 1995, el Consejo de Seguridad decidió reestructurar la UNPROFOR, reemplazándola por tres operaciones de mantenimiento de la paz separadas pero vinculadas entre sí: la Fuerza de Despliegue Preventivo de las Naciones Unidas (UNPREDEP) en Macedonia y la Operación de las Naciones Unidas para el Restablecimiento de la Confianza (UNCRO) en Croacia manteniendo la misión de UNPROFOR en Bosnia restructurada.
El mandato de UNCRO pasó a ser:
- Desempeñar plenamente las funciones contempladas en el Acuerdo de Cesación del Fuego de 29 de marzo de 1994 concertado entre la República de Croacia y las autoridades locales serbias.;
- Facilitar la aplicación del Acuerdo Económico de 2 de diciembre de 1994 concertado bajo los auspicios de los Copresidentes de la Conferencia Internacional sobre la ex Yugoslavia.
- Facilitar la aplicación de todas las resoluciones pertinentes del Consejo de Seguridad, incluidas las funciones descritas en el párrafo 72 del mencionado informe;
- Asistir en la fiscalización, mediante la supervisión y la presentación de informes, del cruce de personal militar, equipo militar, suministros y armas, a través de las fronteras internacionales entre la República de Croacia y la República de Bosnia y Herzegovina, y entre la República de Croacia y la República Federativa de Yugoslavia (Serbia y Montenegro), en los cruces de frontera que están bajo la responsabilidad de UNCRO, según se establece en el plan de las Naciones Unidas para el mantenimiento de la paz en la República de Croacia.
- Facilitar la prestación de asistencia humanitaria internacional a la República de Bosnia y Herzegovina a través del territorio de la República de Croacia;
- Supervisar la desmilitarización de la península de Prevlaka de conformidad con la resolución 779 (1992).

El 20 de diciembre de 1995 las fuerzas de la UNPROFOR fueron integradas en la Fuerza de Implementación de la OTAN (IFOR), cuya tarea consistía en poner en práctica el Acuerdo Marco General de Paz en Bosnia y Herzegovina, conocido como los Acuerdos de Dayton.